# The Scoutmaster's Motto
The Scoutmaster's Motto è un cortometraggio muto del 1911 diretto da Frank Wilson.

## Trama
Un capo scout, mettendo in atto il motto che bisogna fare almeno una buona azione al giorno, provoca tutta una serie di situazioni che lo mettono nei guai.

## Produzione
Il film fu prodotto dalla Hepworth.

## Distribuzione
Distribuito dalla Hepworth, il film - un cortometraggio di 114 metri - uscì nelle sale cinematografiche britanniche nel settembre 1911.
Si conoscono pochi dati del film che, prodotto dalla Hepworth, fu distrutto nel 1924 dallo stesso produttore, Cecil M. Hepworth. Fallito, in gravissime difficoltà finanziarie, il produttore pensò in questo modo di poter almeno recuperare il nitrato d'argento della pellicola.